# إيدرسون برونو دومينيغوس
إيدرسون برونو دومينيغوس (21 أغسطس 1989 في البرازيل – )؛ هو لاعب كرة قدم كان يلعب كمهاجم.

## وصلات خارجية
- إيدرسون برونو دومينيغوس على موقع الاتحاد الأوربي (الإنجليزية)
- إيدرسون برونو دومينيغوس على موقع رابطة كرة القدم اليابانية للمحترفين (اليابانية)
- إيدرسون برونو دومينيغوس على موقع قاعدة بيانات كرة القدم.إي يو (الإنجليزية)
- إيدرسون برونو دومينيغوس على موقع Soccerway.com (الإنجليزية)
- إيدرسون برونو دومينيغوس على موقع عالم كرة القدم.نت (الإنجليزية)